# 자미어 넬슨

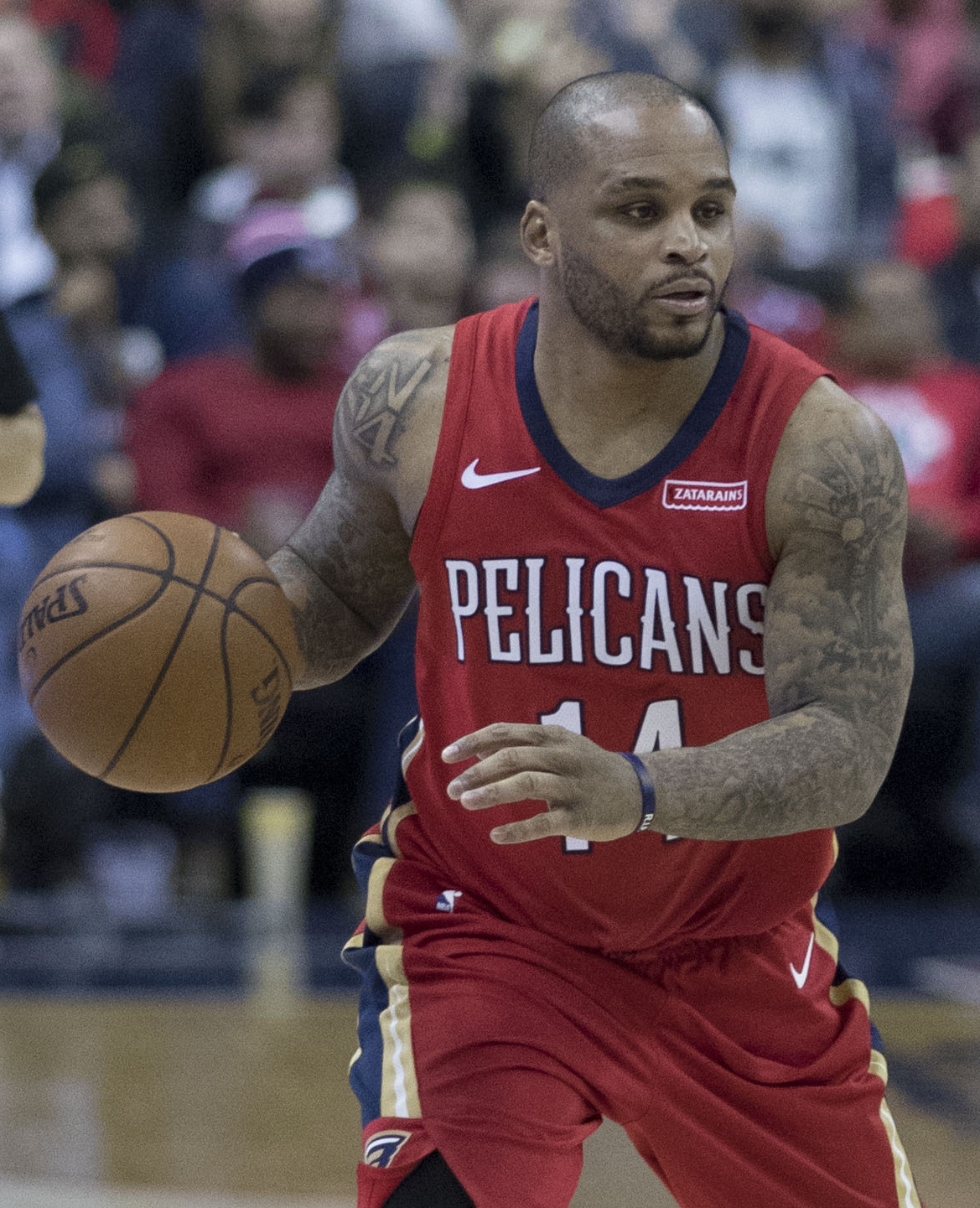

자미어 넬슨(Jameer Nelson, 본명: Jameer Lamar Nelson Sr., 1982년 2월 9일 ~ )은 NBA G 리그의 델라웨어 블루코츠의 총감독을 맡고 있는 미국의 전직 프로 농구 선수이다. 세인트 조셉스 호크스에서 대학 농구를 했으며, 2004년에 올해의 전국 대학 선수로 선정되었다. 2004년 NBA 드래프트에서 전체 20순위로 드래프트된 넬슨은 NBA 경력의 첫 10년을 올랜도 매직에서 보냈다. 2009년에 올스타로 선정되었고 매직과 함께 NBA 결승전에 모습을 드러냈다. 또한 댈러스 매버릭스, 보스턴 셀틱스, 덴버 너게츠, 뉴올리언스 펠리컨스, 디트로이트 피스톤스에서 뛰었다.

## 프로 경력
- 올랜도 매직(2004~2014)
- 댈러스 매버릭스 (2014)
- 보스턴 셀틱스(2014~2015)
- 덴버 너기츠(2015~2017)
- 뉴올리언스 펠리컨스(2017~2018)
- 디트로이트 피스톤스 (2018)